# Saint-Laurent (Côtes-d'Armor)
Saint-Laurent è un comune francese di 456 abitanti situato nel dipartimento delle Côtes-d'Armor nella regione della Bretagna.

## Società

### Evoluzione demografica
Abitanti censiti